# Psilopleura vittata
Psilopleura vittata là một loài bướm đêm thuộc phân họ Arctiinae, họ Erebidae.